# Placówka Straży Celnej „Burkut”

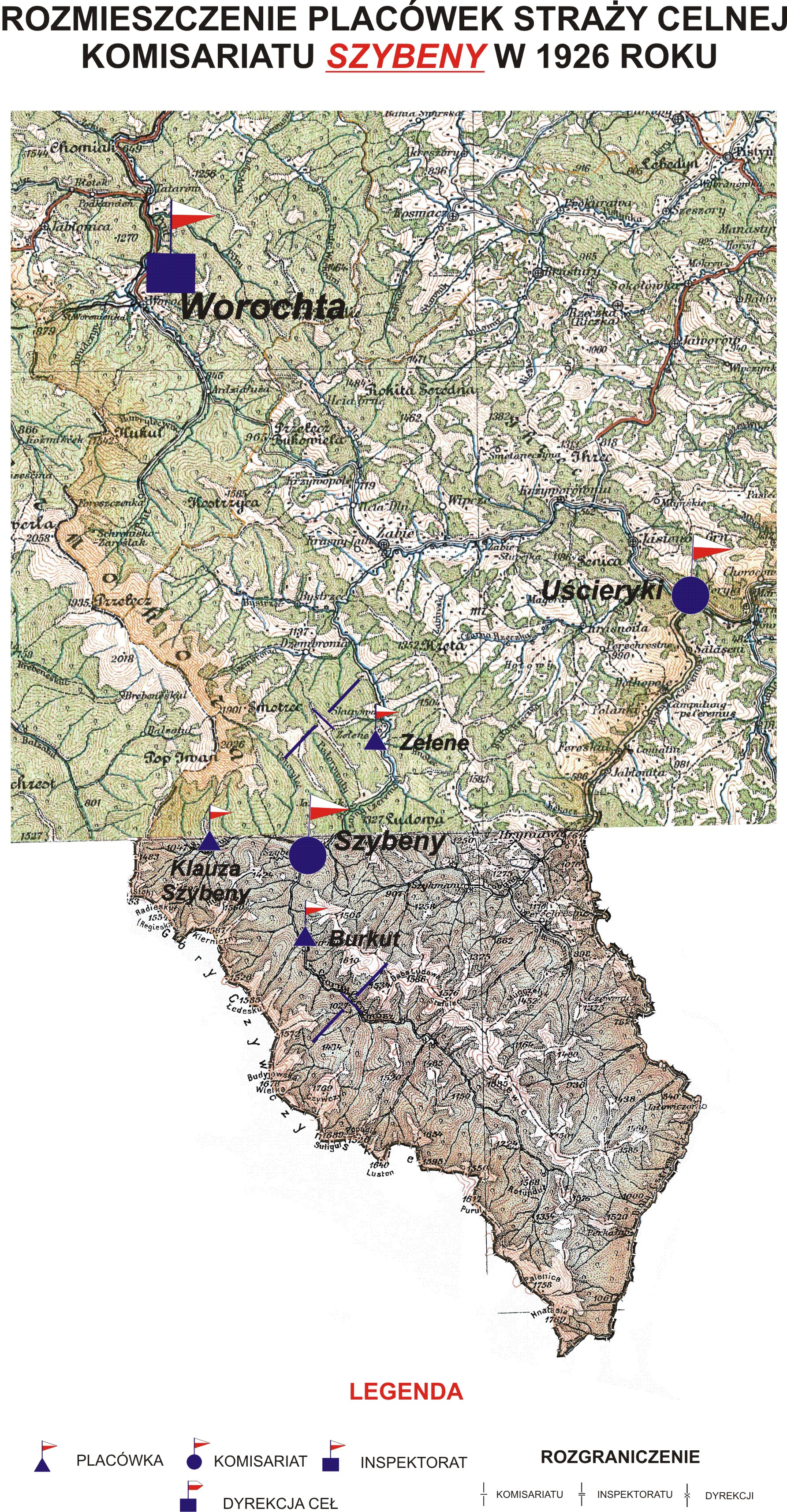
Rozmieszczenie placówek SC komisariatu Szybeny w 1926 r.

Placówka Straży Celnej „Burkut” – jednostka organizacyjna Straży Celnej pełniąca w okresie międzywojennym służbę ochronną na granicy polsko-rumuńskiej.

## Formowanie i zmiany organizacyjne
Na wniosek Ministerstwa Skarbu, uchwałą z 10 marca 1920 roku, powołano do życia Straż Celną. Jednostki Straży Celnej rozpoczęły przejmowanie odcinków granicy od pododdziałów Batalionów Celnych. W 1921 roku w Szybenach stacjonował sztab 4 kompanii 10 batalionu celnego. Kompania wystawiała również placówkę w Burkucie. Proces tworzenia Straży Celnej trwał do końca 1922 roku. Placówka Straży Celnej „Burkut” weszła w podporządkowanie komisariatu Straży Celnej „Szybeny” z Inspektoratu SC „Worochta”.
W drugiej połowie 1927 roku przystąpiono do gruntownej reorganizacji Straży Celnej. W praktyce skutkowało to rozwiązaniem tej formacji granicznej. Ochronę północnej, zachodniej i południowej granicy państwa przejęła powołana z dniem 2 kwietnia 1928 roku Straż Graniczna.

## Funkcjonariusze placówki
Kierownicy placówki
| stopień    | imię i nazwisko, numer  | okres pełnienia służby | kolejne stanowisko |
| ---------- | ----------------------- | ---------------------- | ------------------ |
| przodownik | Mieczysław Martini (34) | był w 1926             |                    |

Obsada personalna placówki w 1926:
- przodownik Mieczysław Martini (34)
- przodownik Władysław Synówka (664)
- strażnik Kazimierz Stachowiak (710)
- strażnik Stanisław Frąckowiak (681)
- strażnik Franciszek Suda (1535)
- strażnik Jan Dołchun (2099)
- strażnik Antoni Górecki (2243)